# شهرستان مروست
شهرستان مروست یکی از شهرستان‌های استان یزد ایران است. مرکز این شهرستان، شهر مروست است.
این شهرستان در ۲۷ تیر ۱۴۰۰ از شهرستان خاتم جدا شد و مستقل گردید.

## موقعیت جغرافیایی
شهرستان مروست از شمال با شهرستان مهریز، از شمال غربی با شهرستان‌های تفت و ابرکوه، از غرب با شهرستان بوانات و از جنوب غربی با شهرستان سرچهان استان فارس، از جنوب با شهرستان خاتم و از شرق با شهرستان شهربابک استان کرمان همسایه است.

## تقسیمات کشوری
شهرستان مروست دارای ۲ بخش، ۴ دهستان و ۱ شهر به شرح زیر است:
| بخش   | مرکز بخش | جمعیت بخش ۱۳۹۵ | نام دهستان | مرکز دهستان | جمعیت دهستان ۱۳۹۵ | شهر              | جمعیت شهر ۱۳۹۵   |
| ----- | -------- | -------------- | ---------- | ----------- | ----------------- | ---------------- | ---------------- |
| مرکزی | مروست    | ۱۲٬۶۲۶ نفر     | هرابرجان   | هرابرجان    | ۲٬۸۳۰ نفر         | مروست            | ۹٬۳۷۹ نفر        |
| مرکزی | مروست    | ۱۲٬۶۲۶ نفر     | مبارکه     | مبارکه      | ۴۱۷ نفر           | مروست            | ۹٬۳۷۹ نفر        |
| ایثار | کرخنگان  | ۲٬۵۲۴ نفر      | ایثار      | کرخنگان     | ۲٬۱۰۴ نفر         | **************** | **************** |
| ایثار | کرخنگان  | ۲٬۵۲۴ نفر      | توتک       | توتک        | ۴۲۰ نفر           | **************** | **************** |

## جمعیت
بر پایه سرشماری عمومی نفوس و مسکن در سال ۱۳۹۵، جمعیت شهرستان مروست برابر با ۱۵٬۱۵۰ نفر بوده است.